# بيرسيكا 1951
بيرساتوان ساباكبولا إندونيسيا كاراوانغ (اللفظ الإندونيسي) 1951 (يعرف اختصارا ببيرسيكا) هو نادي كرة قدم إندونيسي مقره في إستاد سنغافورة منطقة وصاية كراوانغ. ينافس هذا الفريق في دوري الدرجة الثالثة في منطقة جافا الغربية.

## التاريخ
أسس في 2022، شكل نادي بيرسيكا 1951 نتيجة لخيبة ظن المشجعين بالإدارة الفوضوية لنادي بيرسيكا كاراوانغ. لذا على إثر اتفاق 3 تحالفات من المشجعين بالتعاون مع اتحاد كرة القدم الإندونيسي (PSSI) شكلت إدارة جديدة لتوجيهه في دوري الدرجة الثالثة في جافا الغربية (2022) بعد دمج النادي مع نادي برسكابتاس تاسيكمالايا. في موسمه الأول، استخدم نادي بيرسيكا 1951 اسم برسكابتاس بيرسيكا1951 للمنافسة في الدوري.

## الروابط الخارجية
- بيرسيكا 1951 على إنستغرام